# Trinwillershagen
Trinwillershagen település Németországban, Mecklenburg-Elő-Pomeránia tartományban. Lakosainak száma 1160 fő (2023. december 31.).

## Népesség
A település népességének változása:
| Lakosok száma | 1132 | 1155 | 1203 | 1159 | 1160 |
|               | 2017 | 2019 | 2021 | 2022 | 2023 |